# Obélisque de Munich
L'Obélisque de Munich est un des obélisques provenant des carrières d'Égypte, mais d'époque romaine, destinés à orner le temple d'Isis du Champ de Mars, à Rome.

## Historique

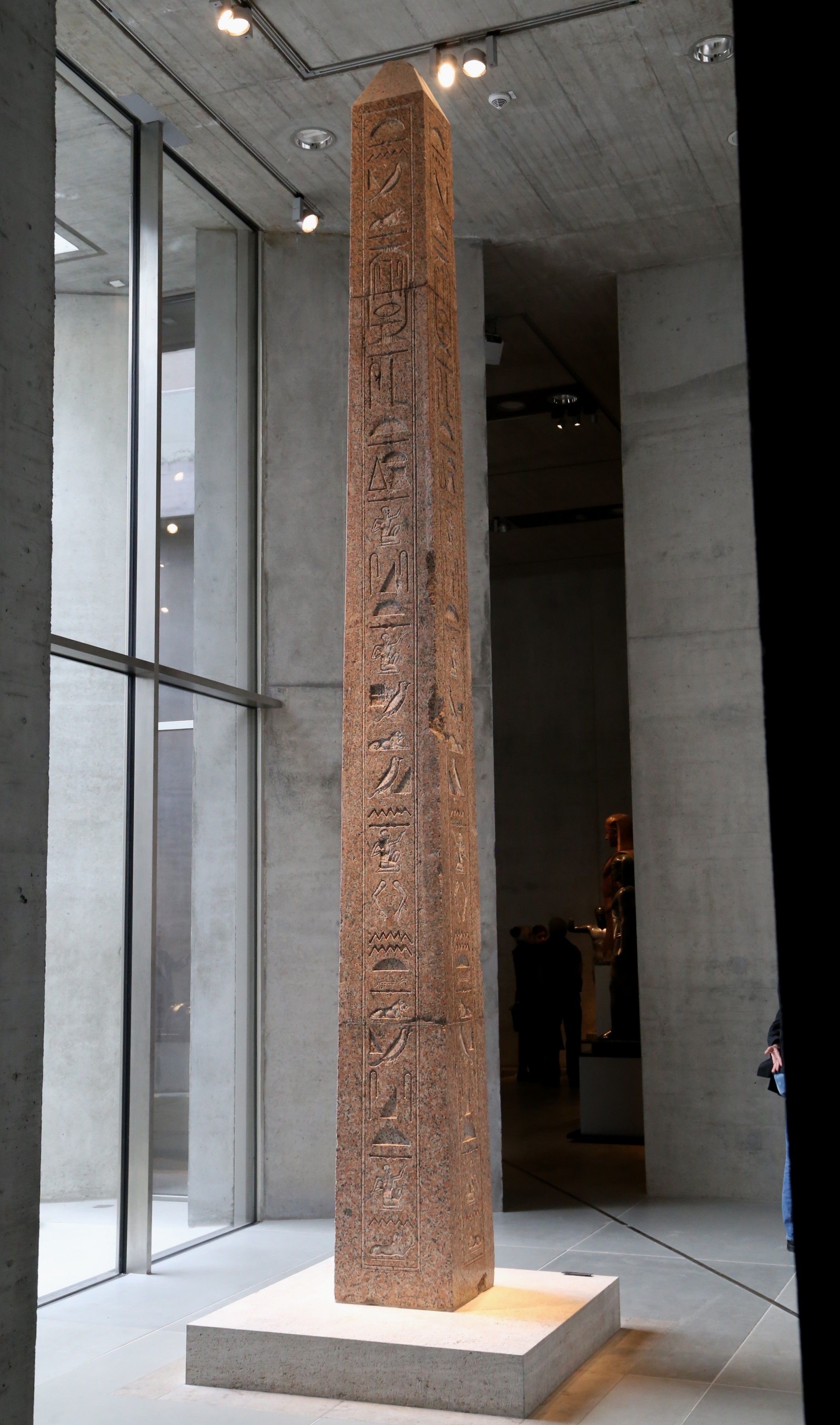
L'obélisque de Munich, restauré et exposé à l'intérieur du musée.

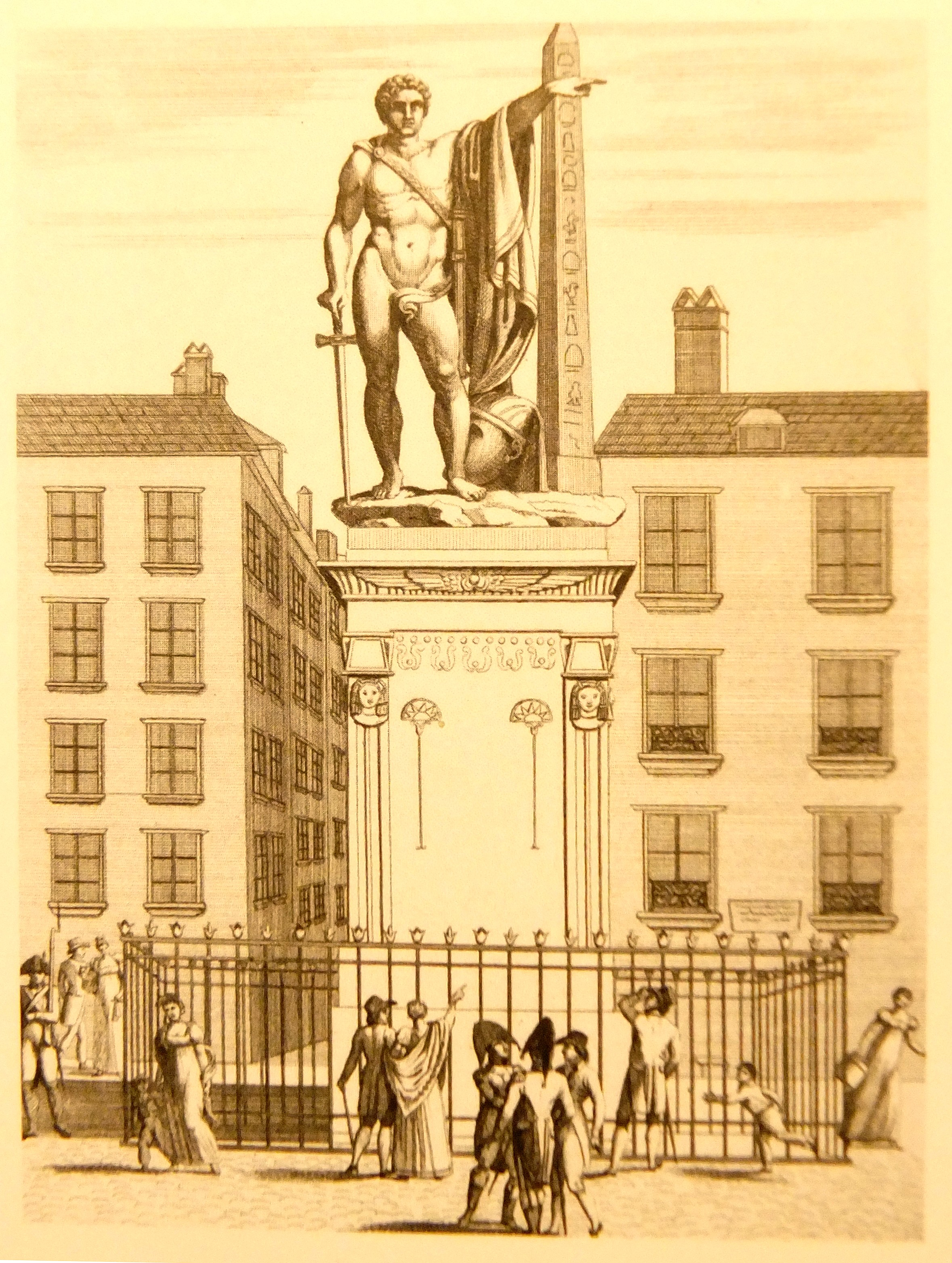
Statue du général Desaix, par Claude Dejoux, érigée sur la place des Victoires à Paris en 1810, refondue en 1814. Eau-forte anonyme conservée au Cabinet des estampes du musée Carnavalet. Le petit obélisque n'est autre que celui de la collection Albani, rapporté de Rome et aujourd'hui conservé au musée égyptien de Munich.

Un obélisque de l'Iséum est signalé au palazzo Cavalieri-Maffei, piazza Branca (auj. piazza Cairoli), puis à la villa Albani, puis semble-t-il envoyé à Paris par Napoléon, puis restauré par Cavaceppi et envoyé à la Glyptothèque de Munich, où il se trouve encore. Constitué de trois fragments, il était exposé en extérieur dans le Hofgarten, devant le Staatliches Museum Ägyptischer Kunst (Musée d'état de l'art égyptien de Munich), sur un socle moderne. 
L'inscription en hiéroglyphes mentionne un certain Titus Sextius Africanus, qui ne peut être formellement identifié à l'un des deux hommes portant ce nom, l'un ayant vécu sous Claude et Néron, l'autre sous Trajan. Si l'on pouvait considérer que cet obélisque est de la même série que deux autres provenant du temple de la Fortune à Préneste et appartenant à l'époque de Claude (l'un resté sur place, l'autre actuellement au Musée archéologique national de Naples), on pourrait alors lier l'obélisque de Munich au premier des deux. 
L'obélisque, haut de 5,60 m, a été restauré. Il est désormais exposé à l'intérieur du musée.